# Encontro mundial dos jovens por ocasião do Ano Internacional da Juventude
A encontro mundial dos jovens por ocasião do Ano Internacional da Juventude foi um encontro da juventude católica no dia 31 de março de 1985, na cidade de Roma, na Itália. Foi criada pelo Papa era São João Paulo II, um ano depois do Jubileu Internacional da Juventude, que reuniu em torno de 300 mil jovens. O lema do encontro foi "Estejam sempre preparados para responder a qualquer que lhes pedir a razão da esperança que há em vocês".
Durante a homilia, o papa enfatizou aos jovens: "em Jesus Cristo, Deus entrou de modo definitivo na história do homem. Vocês jovens devem encontrá-lo primeiro. Devem encontrá-lo constantemente”.
O número estimado de peregrinos foi de 350.000 pessoas de cerca de 60 países.